# Транспорт Чаду
Транспорт Чаду представлений автомобільним , повітряним , водним (озерним)  і трубопровідним , у населених пунктах  та в міжміському сполученні діє громадський транспорт пасажирських перевезень. Площа країни дорівнює 1 284 000 км² (21-ше місце у світі). Форма території країни — видовжена в субмеридіональному напрямку; максимальна дистанція з півночі на південь — 1745 км, зі сходу на захід — 1100 км. Географічне положення Чаду дозволяє контролювати транспортні шляхи між країнами Північної, Центральної і Західної Африки.

## Автомобільний
Загальна довжина автошляхів у Чаді, станом на 2011 рік, дорівнює 40тис. км (25 тис. км загальнодержавних і регіональних, 15 тис. км місцевих, 206 км доріг у містах)(87-ме місце у світі).

## Повітряний
У країні, станом на 2013 рік, діє 59 аеропортів (82-ге місце у світі), з них 9 із твердим покриттям злітно-посадкових смуг і 50 із ґрунтовим. Аеропорти країни за довжиною злітно-посадкових смуг розподіляються так (у дужках окремо кількість без твердого покриття):
- довші за 10 тис. футів (>3047 м) — 2 (1);
- від 10 тис. до 8 тис. футів (3047-2438 м) — 4 (2);
- від 8 тис. до 5 тис. футів (2437—1524 м) — 2 (14);
- від 5 тис. до 3 тис. футів (1523—914 м) — 0 (22);
- коротші за 3 тис. футів (<914 м) — 1 (11)[1].

У країні, станом на 2015 рік, зареєстроване 1 авіапідприємство, яке оперує 1 повітряним судном. За 2015 рік загальний пасажирообіг на внутрішніх і міжнародних рейсах становив 28,3 тис. осіб. За 2015 рік повітряним транспортом було перевезено тонно-кілометрів вантажів (без врахування багажу пасажирів).
Чад є членом Міжнародної організації цивільної авіації (ICAO). Згідно зі статтею 20 Чиказької конвенції про міжнародну цивільну авіацію 1944 року, Міжнародна організація цивільної авіації для повітряних суден країни, станом на 2016 рік, закріпила реєстраційний префікс — TT, заснований на радіопозивних, виділених Міжнародним союзом електрозв'язку (ITU). Аеропорти Чаду мають літерний код ІКАО, що починається з — FT.

## Водний

### Річковий
Загальна довжина судноплавних ділянок річок і водних шляхів, доступних для суден з дедвейтом понад 500 тонн, 2012 року невідома. Головні водні транспортні артерії країни — річки Шарі і Легуне судноплавні лише в сезон дощів.

## Трубопровідний
Загальна довжина нафтогонів в Чаді, станом на 2013 рік, становила 582 км.

## Державне управління
Держава здійснює управління транспортною інфраструктурою країни через окремі галузеві міністерства інфраструктури й транспорту та цивільної авіації та національної метеорології. Станом на 2016 рік міністерства в уряді Альберта Пахімі Падаке очолювали Адум Юнусмі та Хауа Асіл, відповідно.

### Українською
- Атлас. 10-11 клас. Економічна і соціальна географія світу / упорядники :  О. Я. Скуратович, Н. І. Чанцева. — К. : ДНВП «Картографія», 2010. — ISBN 978-966-475-639-3.
- Атлас світу / голов. ред. І. С. Руденко ; зав. ред. В. В. Радченко ; відп. ред. О. В. Вакуленко. — К. : ДНВП «Картографія», 2005. — 336 с. — ISBN 9666315467.
- Безуглий В. В. Економічна і соціальна географія зарубіжних країн : Навчальний посібник. — К. : ВЦ «Академія», 2007. — 704 с. — ISBN 978-966-580-239-6.
- Безуглий В. В., Козинець С. В. Регіональна економічна і соціальна географія світу : Навчальний посібник. — видання 2-ге, доп., перероб. — К. : ВЦ «Академія», 2007. — 688 с. — ISBN 966-580-144-9.
- Головченко В., Кравчук О. Країнознавство: Азія, Африка, Латинська Америка, Австралія і Океанія. — К., 2006. — 335 с. — ISBN 966-8939-04-2.
- Дахно І. І. Країни світу: Енциклопедичний довідник / І. І. Дахно, С. М. Тимофієв. — К. : Мапа, 2011. — 606 с. — (Бібліотека нового українця) — ISBN 978-966-8804-23-6.
- Дахно І. І. Економічна географія зарубіжних країн : навчальний посібник. — К. : Центр учбової літератури, 2014. — 319 с. — ISBN 978-611-01-0682-5.
- Дорошенко В. І. Географія транспорту : Навчальний посібник / В. І. Дорошенко, К. Д. Діденко. — К. : Київський нац. ун-т ім. Т. Шевченка, 2010. — 183 с. — ISBN 978-966-439-329-1.
- Дубович І. А. Країнознавчий словник-довідник. — 5-те вид., перероб. і доп. — К. : Знання, 2008. — 839 с. — ISBN 978-966-346-330-8.
- Економічна і соціальна географія країн світу : Навчальний посібник / За ред. С. П. Кузика. — Л. : Світ, 2002. — 672 с. — ISBN 966-603-178-7.
- Зарубіжна транспортна географія : навчальний посібник / уклад. : Петрашевський О. Л. и др. — К. : Національний транспортний університет, 2015. — 95 с. — ISBN 978-966-632-227-5.
- Книш М. М., Мамчур О. І. Регіональна економічна і соціальна географія світу (Латинська Америка та Карибські країни, Африка, Азія, Океанія) : навч. посіб. — Л. : ЛНУ ім. Івана Франка, 2013. — 368 с. — ISBN 978-617-10-0007-0.
- Юрківський В. М. Регіональна економічна і соціальна географія. Зарубіжні країни : Підручник. — К. : Либідь, 2001. — 416 с. — ISBN 966-06-0092-5.

### Англійською
- (англ.) Modern Transport Geography / Hoyle, B. and R. Knowles (eds). — Second Edition,. — London : Wiley, 1998.
- (англ.) Rodrigue, J-P. The Geography of Transport Systems. — Fourth Edition. — N. Y. : Routledge, 2017. — 440 с. — ISBN 978-1138669574.
- (англ.) Taaffe E. J., Gauthier H. L. and O'Kelly M. E. Geography of transportation. — Second Edition. — N. Y. : Prentice Hall, 1996. — ISBN 0-13-368572-1.
- (англ.) Black, W. Transportation: A Geographical Analysis. — N. Y. : Guilford, 2003.

### Російською
- (рос.) Чад // Африка: энциклопедический справочник [в 2-х тт.] / гл. ред. А. А. Громыко. — М. : Советская энциклопедия, 1986. — Т. 2. — С. 550.
- (рос.) Максаковский В. П. Географическая картина мира. Книга I: Общая характеристика мира. — М. : Дрофа, 2008. — 495 с. — ISBN 978-5-358-05275-8.
- (рос.) Максаковский В. П. Географическая картина мира. Книга II: Региональная характеристика мира. — М. : Дрофа, 2009. — 480 с. — ISBN 978-5-358-06280-1.
- (рос.) Страны Африки. Политико-экономический справочник / ред. В. Солодовников, В. Румянцев. — М. : Издательство политической литературы, 1969. — 318 с.
- (рос.) Физико-географический атлас мира. — М. : Академия наук СССР и главное управление геодезии и картографии ГГК СССР, 1964. — 298 с.
- (рос.) Шаповал Н. С. Транспортная география и транспортные системы мира : учебное пособие. — К. : Центр учбової літератури, 2006. — 188 с. — ISBN 000-0000-00-4.
- (рос.) Экономическая, социальная и политическая география мира. Регионы и страны / под ред. С. Б. Лаврова, Н. В. Каледина. — М. : Гардарики, 2002. — 928 с. — ISBN 5-8297-0039-5.
- (рос.) Энциклопедия стран мира / глав. ред. Н. А. Симония. — М. : НПО «Экономика» РАН, отделение общественных наук, 2004. — 1319 с. — ISBN 5-282-02318-0.